# Max Gaulke
Max Johann Richard Gaulke (* 16. Juli 1853 in Insterburg; † 1935 in Berlin-Dahlem) war Jurist und Mitglied des Deutschen Reichstags.

## Leben
Gaulke besuchte das Gymnasium in Insterburg und studierte von 1873 bis 1877 Rechtswissenschaften an der Universität Halle, Berlin und Königsberg. 1877 wurde er Gerichtsreferendar, 1882 Gerichtsassessor und 1885 Amtsrichter in Neidenburg (Ostpreußen). Ab 1889 war er Amtsrichter in Pasewalk und 1896 Amtsgerichtsrat beim Amtsgericht I Berlin.
Von 1893 bis 1903 war er Mitglied des Deutschen Reichstags für den Wahlkreis Regierungsbezirk Stettin 2 Ueckermünde, Usedom-Wollin und die Freisinnige Vereinigung.